# 3199 Nefertiti
3199 Nefertiti è un asteroide near-Earth del diametro medio di circa 2,2 km. Scoperto nel 1982, presenta un'orbita caratterizzata da un semiasse maggiore pari a 1,5743423 UA e da un'eccentricità di 0,2839263, inclinata di 32,96878° rispetto all'eclittica.